# Sepolcro di Matilde di Canossa

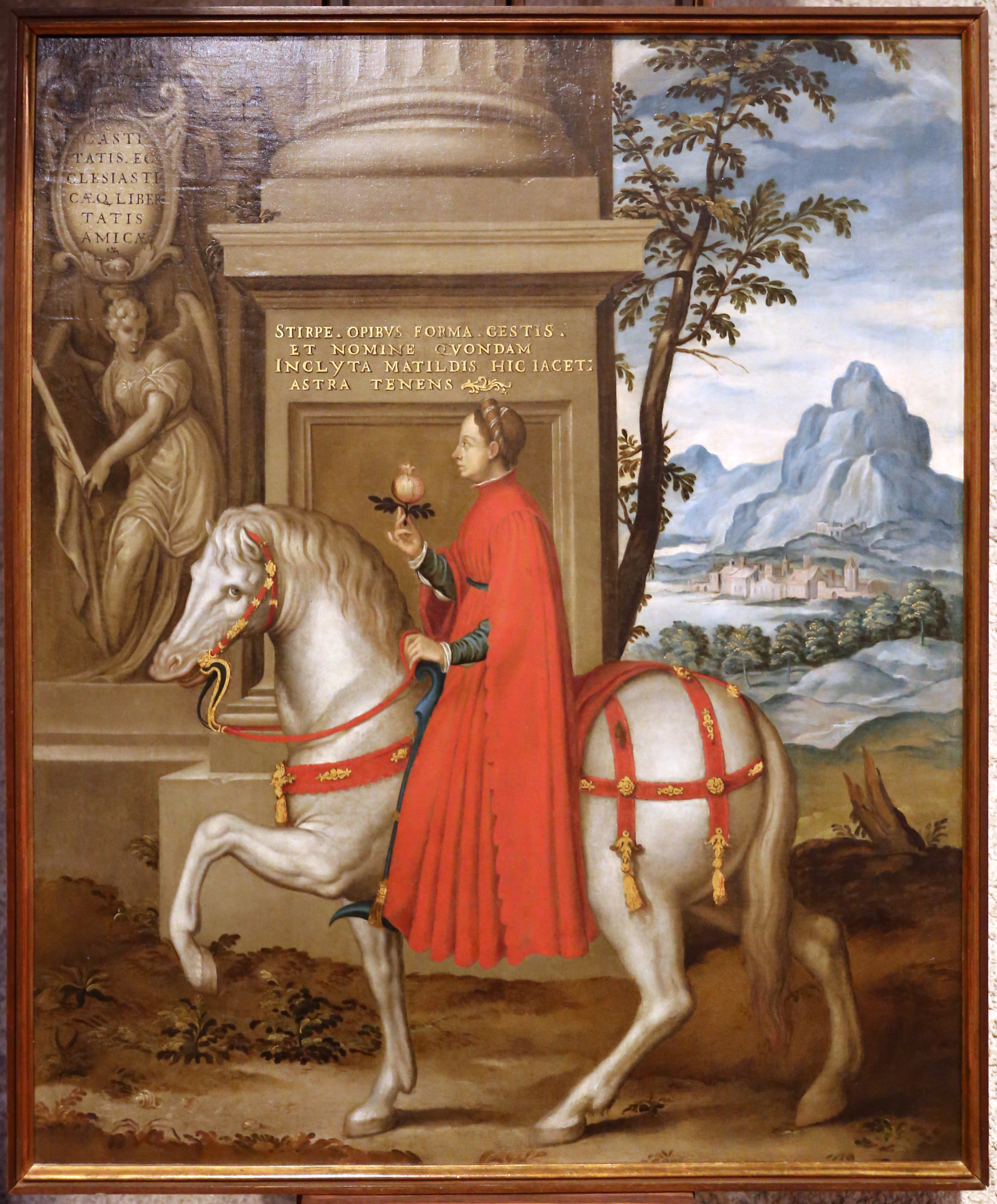
Paolo Farinati, Matilde di Canossa a cavallo, 1590-1600, sul Sepolcro di Matilde di Canossa (abbazia di Polirone).

Il sepolcro di Matilde di Canossa è un monumento funebre commissionato da papa Urbano VIII a Gian Lorenzo Bernini nel 1633, collocato all'interno della basilica di San Pietro in Roma.

## Storia
Matilde di Canossa, contessa di Mantova, margravio di Toscana e viceregina d'Italia, morì a Bondeno di Roncore il 24 luglio 1115. Venne inizialmente sepolta, come da lei richiesto, in un sarcofago nell'Abbazia di San Benedetto in Polirone a San Benedetto Po; la sua tomba venne profanata più volte. 
Nel 1632, per volere del papa Urbano VIII, la sua salma venne traslata a Roma in Castel Sant'Angelo. Nel 1634 trovò definitiva collocazione nella Basilica di San Pietro a Roma, una delle poche donne ad avere questo onore dai Papi. Con la contessa Matilde in San Pietro sono sepolte la regina Cristina di Svezia, l'erede al trono di Cipro Carlotta di Lusignano e la principessa polacca Maria Clementina Sobieska, consorte di Giacomo Francesco Edoardo Stuart, pretendente al trono inglese.
La statua della sua tomba fu scolpita dal Bernini con aiuti per i putti e la nicchia (Agostino Radi e Alessandro Loreti). Il Bernini preparò un modello in creta, di cui resta un bronzetto preparatorio, per poi rifinire la grande statua in marmo, che è detta Onore e Gloria d'Italia, per i titoli attribuiti alla Gran Contessa.

## Descrizione
La contessa Matilde è raffigurata in piedi, all'interno di una nicchia decorata con fregi  di trofei d'armi. Reca in capo una tiara ed indossa una ricca veste, avvolta da un mantello; solleva con una mano il bastone del comando e nell'altra il triregno pontificio e le chiavi di San Pietro in un gesto al tempo stesso minaccioso e protettivo.
Due putti alati in alto ne reggono lo stemma araldico con il melograno, avvolto da un cartiglio con la scritta "Tuetur et unit" (lat. protegge e tiene unito),  mentre altri due putti in ginocchio reggono la grande iscrizione ai suoi piedi che descrive come  il Pontefice Urbano VIII con animo grato verso Matilde, donna "di animo virile", protettrice della sede apostolica, famosa per la sua pietà ed insigne per la carità, fece traslare le sue ossa dal cenobio mantovano di San Benedetto nella basilica di San Pietro. Sotto l'iscrizione vi è il sarcofago di foggia romana, con un bassorilievo che raffigura il famoso episodio dell'Umiliazione di Canossa.